# Дъбова манатарка
Дъбовата манатарка (Boletus reticulatus, Boletus aestivalis), известна още като мрежеста манатарка и лятна манатарка е вид базидиева гъба от семейство Манатаркови (Boletaceae).

## Наименование
По света Summer cep (английски), Cèpe d’été (френски), Sommer-Steinpilz (немски), Боровик сетчатый (руски).

## Описание

### Шапка
До 20 cm в диаметър. Полусферична, после изпъкнала, плоско-изпъкнала или плоска. Почти суха или понякога леко влажна, особено при по-стари плодни тела и в мокро време. Обикновено фино до грубо напукана. Оцветена почти еднородно в един цвят, светлокафява до кафява, понякога обезцветена до охрена, сивкаво-охрена или почти изцяло бяла. Не посинява при одраскване.

### Тръбички
Отначало бели, после кремави, бледожълти до жълти с маслиненозелен тон. Не променят цвета си при излагане на въздух. Порите са със същите цветове и също не променят цвета си при одраскване.

### Пънче
Бухалковидно или цилиндрично. Почти еднакво на цвят с шапката, изцяло покрито с фина мрежа.

### Месо
Бяло, понякога с кафеникави петна в основата на пънчето. Не променя цвета си при излагане на въздух. Миризмата и вкусът са неопределени.

### Спори
Спорите са с размери 11.5 – 19.5 × 3.5 – 5.5 μm.

## Местообитание
Широколистни или смесени гори, образува микориза с различни широколистни дървета – дъбове (Quercus), бук (Fagus), кестен (Castanea), леска (Corylus), габър (Carpinus) или липа (Tilia). Широко разпространен вид в Европа, по-често срещан на юг.

## Приложение
Дъбовата манатарка е ядлива гъба. Летните плодове са годни за консумация и полезни при готвене. Въпреки това, месото ѝ е малко по-малко твърда в сравнение с другите манатарки.

### Хранителен състав
Въз основа на анализ на плодови тела, събрани в Португалия, има 334 kcal на 100 грама сухо тегло. Съставът на макронутриентите от 100 грама изсушена манатарка включва 22,6 грама протеин, 55,1 грама въглехидрати и 2,6 грама мазнини. Теглото на пресните плодове е около 91% вода.

## Двойници
Дъбовата манатарка се разпознава лесно благодарение на шапката с характерната си напукана повърхност и еднороден кафяв цвят. Въпреки това може да се сбърка с други ядливи манатарки с непроменящо цвета си месо. В същите гори, където се среща Дъбовата, расте и Бронзовата манатарка (Boletus aereus). Тази манатарка има по-тъмно оцветена до почти черна шапка. Обикновената манатарка (Boletus edulis) е с по-светла шапка, особено по периферията. Боровата манатарка (Boletus pinophilus) обикновено расте на големи височини в иглолистни гори и притежава червено-кафява до винена шапка.